# Astragalus hispanicus
Astragalus hispanicus är en ärtväxtart som beskrevs av Aleksandr Andrejevitj Bunge. Astragalus hispanicus ingår i släktet vedlar, och familjen ärtväxter. Inga underarter finns listade i Catalogue of Life.